# Orthotomus
Orthotomus – rodzaj ptaków z podrodziny prinii (Priniinae) w rodzinie chwastówkowatych (Cisticolidae).
Polska nazwa krawczyki bierze się z osobliwego sposobu budowania gniazd przez ptaki z tego rodzaju: gniazda krawczyków powstają z liści pozszywanych włóknami roślinnymi i pajęczyną.

## Zasięg występowania
Rodzaj obejmuje gatunki występujące w południowej i południowo-wschodniej Azji.

## Morfologia
Długość ciała 10–14 cm; masa ciała 6–10 g.

## Systematyka

### Etymologia
Orthotomus: gr. ορθος orthos „prosty”; τομευς tomeus, τομεως tomeōs „nóż, kant”.

### Podział systematyczny
Do rodzaju należą następujące gatunki:
- Orthotomus sutorius (Pennant, 1769) – krawczyk zwyczajny
- Orthotomus frontalis Sharpe, 1877 – krawczyk rdzawoczelny
- Orthotomus sericeus Temminck, 1836 – krawczyk rdzawosterny
- Orthotomus atrogularis Temminck, 1836 – krawczyk ciemnoszyi
- Orthotomus chaktomuk Mahood, John, Eames, Oliveros, Moyle, Chamnan, Poole, Nielsen & Sheldon, 2013 – krawczyk jasnolicy
- Orthotomus ruficeps (Lesson, 1830) – krawczyk rdzawolicy
- Orthotomus sepium Horsfield, 1821 – krawczyk jawajski
- Orthotomus castaneiceps Walden, 1872 – krawczyk kreskowany
- Orthotomus samarensis Steere, 1890 – krawczyk czarnogardły
- Orthotomus nigriceps Tweeddale, 1878 – krawczyk czarnogłowy
- Orthotomus cinereiceps Sharpe, 1877 – krawczyk białouchy
- Orthotomus chloronotus Ogilvie-Grant, 1895 – krawczyk zielonogrzbiety – takson wyodrębniony ostatnio z O. castaneiceps[8]
- Orthotomus derbianus F. Moore, 1855 – krawczyk szarogrzbiety